# Alfabeto khmer
L'alfabeto khmer (in khmer: អក្សរខ្មែរ; IPA: ʔaʔsɑː kʰmaːe) è un alfabeto abugida (alfasillabico) usato nella lingua khmer (la lingua ufficiale della Cambogia). È anche usato per scrivere in lingua pāli nella liturgia buddista di Cambogia e Thailandia.
L'alfabeto khmer deriva dall'alfabeto Pallava, il quale a sua volta deriva dall'alfabeto Brahmi, usato in India e nel Sud-est asiatico nel V e VI secolo d.C. La più antica iscrizione in khmer è stata trovata nel distretto Angkor Borei situato nella provincia di Takéo, a sud di Phnom Penh e risale al 611 d.C. L'alfabeto khmer moderno è diverso dalle precedenti versioni rinvenute nelle iscrizioni delle rovine di Angkor. L'alfabeto thailandese e l'alfabeto laotiano derivano da antiche forme dell'alfabeto khmer.

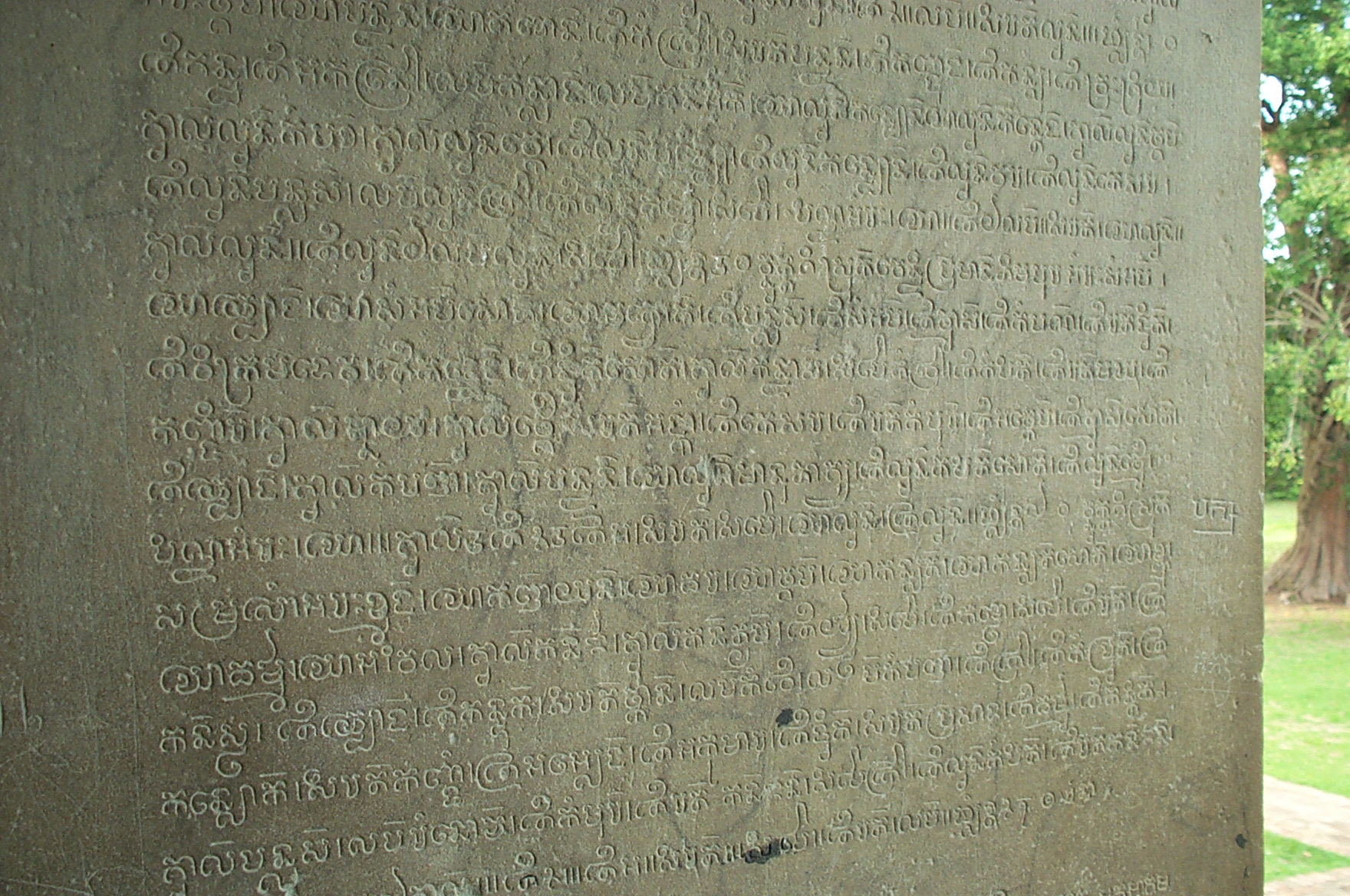
Un'iscrizione in khmer antico

Lo khmer è scritto da sinistra a destra. Le parole all'interno della stessa frase non sono di solito separate da spazi. I gruppi di consonanti all'interno di una parola sono "aggregati", intendendo con ciò che la seconda (o a volte la terza) consonante viene scritta in forma ridotta sotto la consonante principale. Inizialmente vi erano 35 caratteri per le consonanti, e lo khmer moderno ne usa solo 33. Ciascun carattere consonantico rappresenta in realtà una consonante accoppiata a una vocale. Le vocali accoppiate alle consonanti sono â oppure ô e sono chiamate vocali intrinseche (dall'inglese inherent vowels).
In khmer ci sono anche alcuni caratteri che rappresentano solo vocali (caratteri vocalici), sebbene non siano caratteri indipendenti, ma "si appoggiano" alla precedente consonante; sono perciò chiamate vocali dipendenti, in quanto sono segni aggiuntivi che si aggiungono al carattere consonantico precedente e che determinano il cambiamento di vocale. Con questi segni aggiuntivi, il carattere perde la vocale intrinseca e assume un'altra vocale definita dal segno. La maggior parte delle vocali dipendenti presenta due differenti pronunce, una per caratteri consonantici terminanti in -â e una per caratteri consonantici terminanti in -ô. Ci sono anche alcuni segni diacritici che indicano ulteriori variazioni nella pronuncia. L'alfabeto ha anche un insieme di simboli per i numeri e la punteggiatura.

## Caratteri consonantici
In khmer ci sono 35 caratteri consonantici, ma lo khmer moderno ne usa solo 33 (due caratteri sono caduti in disuso). Ciascun carattere consonantico contiene anche una vocale intrinseca, che può essere â /ɑː/ oppure ô /ɔː/; allo stesso modo, ciascun carattere consonantico può appartenere al gruppo -a oppure al gruppo -o a seconda della sua vocale intrinseca. Il gruppo di una consonante determina la pronuncia delle vocali dipendenti, il cui simbolo è scritto a margine del carattere consonantico. I due gruppi originariamente rappresentavano consonanti sorde e sonore (e sono ancora chiamate in questo modo in khmer); alcune trasformazioni dello khmer medio (lingua khmer tra il XIV e il XVIII secolo d.C.) hanno modificato le vocali che seguivano consonanti sorde, rendendo le categorie -a e -o non rappresentative del tipo di consonante.
Tutti i caratteri consonantici (eccetto uno) hanno anche una forma sottoscritta. Questa è chiamata anche "subconsonante"; in khmer sono chiamate (KM)  ជើងអក្សរ (cheung âksâr), che alla lettera significa "piede di una lettera". La maggior parte delle consonanti sottoscritte (ma non tutte) hanno una forma simile al corrispondente carattere consonantico. La maggior parte delle subconsonanti sono scritte direttamente sotto il carattere consonantico. In khmer, i gruppi consonantici normalmente possiedono due consonanti, sebbene occasionalmente possano esserci tre consonanti. La prima consonante in un gruppo consonantico è scritta come carattere consonantico principale (non sottoscritto), mentre il secondo (e il terzo ove presente) compaiono in forma sottoscritta. Consonanti sottoscritte erano usate in precedenza anche per le consonanti finali di una sillaba; nello khmer moderno questo può essere fatto solo per alcune parole che finiscono in -ng o -y, come ad esempio (KM)  ឲ្ aôy ("dare").
I caratteri consonantici e la loro forma sottoscritta sono riportati nella seguente tabella. Vi è anche la trascrizione fonetica, scritta in IPA (International Phonetic Alphabet). La traslitterazione, invece, è scritta utilizzando il sistema UNGEGN.
| Carattere consonantico | Forma sottoscritta | Pronuncia (con vocale intrinseca)                                         | Pronuncia (con vocale intrinseca)                                         | Tipo di consonante                                                        | Tipo di consonante                                                        |
| Carattere consonantico | Forma sottoscritta | IPA                                                                       | UN                                                                        | IPA                                                                       | UN                                                                        |
| ---------------------- | ------------------ | ------------------------------------------------------------------------- | ------------------------------------------------------------------------- | ------------------------------------------------------------------------- | ------------------------------------------------------------------------- |
| ក                      | ្ក                  | [kɑː]                                                                     | kâ                                                                        | [k]                                                                       | k                                                                         |
| ខ                      | ្ខ                  | [kʰɑː]                                                                    | khâ                                                                       | [kʰ]                                                                      | kh                                                                        |
| គ                      | ្គ                  | [kɔː]                                                                     | kô                                                                        | [k]                                                                       | k                                                                         |
| ឃ                      | ្ឃ                  | [kʰɔː]                                                                    | khô                                                                       | [kʰ]                                                                      | kh                                                                        |
| ង                      | ្ង                  | [ŋɔː]                                                                     | ngô                                                                       | [ŋ]                                                                       | ng                                                                        |
| ច                      | ្ច                  | [cɑː]                                                                     | câ                                                                        | [c]                                                                       | ch                                                                        |
| ឆ                      | ្ឆ                  | [cʰɑː]                                                                    | châ                                                                       | [cʰ]                                                                      | chh                                                                       |
| ជ                      | ្ជ                  | [cɔː]                                                                     | cô                                                                        | [c]                                                                       | ch                                                                        |
| ឈ                      | ្ឈ                  | [cʰɔː]                                                                    | chô                                                                       | [cʰ]                                                                      | chh                                                                       |
| ញ                      | ្ញ                  | [ɲɔː]                                                                     | nhô                                                                       | [ɲ]                                                                       | nh                                                                        |
| ដ                      | ្ដ                  | [ɗɑː]                                                                     | dâ                                                                        | [ɗ]                                                                       | d                                                                         |
| ឋ                      | ្ឋ                  | [tʰɑː]                                                                    | thâ                                                                       | [tʰ]                                                                      | th                                                                        |
| ឌ                      | ្ឌ                  | [ɗɔː]                                                                     | dô                                                                        | [ɗ]                                                                       | d                                                                         |
| ឍ                      | ្ឍ                  | [tʰɔː]                                                                    | thô                                                                       | [tʰ]                                                                      | th                                                                        |
| ណ                      | ្ណ                  | [nɑː]                                                                     | nâ                                                                        | [n]                                                                       | n                                                                         |
| ត                      | ្ត                  | [tɑː]                                                                     | tâ                                                                        | [t]                                                                       | t                                                                         |
| ថ                      | ្ថ                  | [tʰɑː]                                                                    | thâ                                                                       | [tʰ]                                                                      | th                                                                        |
| ទ                      | ្ទ                  | [tɔː]                                                                     | tô                                                                        | [t]                                                                       | t                                                                         |
| ធ                      | ្ធ                  | [tʰɔː]                                                                    | thô                                                                       | [tʰ]                                                                      | th                                                                        |
| ន                      | ្ន                  | [nɔː]                                                                     | nô                                                                        | [n]                                                                       | n                                                                         |
| ប                      | ្ប                  | [ɓɑː]                                                                     | bâ                                                                        | [ɓ], [p]                                                                  | b, p                                                                      |
| ផ                      | ្ផ                  | [pʰɑː]                                                                    | phâ                                                                       | [pʰ]                                                                      | ph                                                                        |
| ព                      | ្ព                  | [pɔː]                                                                     | pô                                                                        | [p]                                                                       | p                                                                         |
| ភ                      | ្ភ                  | [pʰɔː]                                                                    | phô                                                                       | [pʰ]                                                                      | ph                                                                        |
| ម                      | ្ម                  | [mɔː]                                                                     | mô                                                                        | [m]                                                                       | m                                                                         |
| យ                      | ្យ                  | [jɔː]                                                                     | yô                                                                        | [j]                                                                       | y                                                                         |
| រ                      | ្រ                  | [rɔː]                                                                     | rô                                                                        | [r]                                                                       | r                                                                         |
| ល                      | ្ល                  | [lɔː]                                                                     | lô                                                                        | [l]                                                                       | l                                                                         |
| វ                      | ្វ                  | [ʋɔː]                                                                     | vô                                                                        | [ʋ]                                                                       | v                                                                         |
| ឝ                      | ្ឝ                  | Caduto in disuso; usato in passato per la fricativa alveolopalatale sorda | Caduto in disuso; usato in passato per la fricativa alveolopalatale sorda | Caduto in disuso; usato in passato per la fricativa alveolopalatale sorda | Caduto in disuso; usato in passato per la fricativa alveolopalatale sorda |
| ឞ                      | ្ឞ                  | Caduto in disuso; usato in passato per la s retroflessa                   | Caduto in disuso; usato in passato per la s retroflessa                   | Caduto in disuso; usato in passato per la s retroflessa                   | Caduto in disuso; usato in passato per la s retroflessa                   |
| ស                      | ្ស                  | [sɑː]                                                                     | sâ                                                                        | [s]                                                                       | s                                                                         |
| ហ                      | ្ហ                  | [hɑː]                                                                     | hâ                                                                        | [h]                                                                       | h                                                                         |
| ឡ                      | nessuna            | [lɑː]                                                                     | lâ                                                                        | [l]                                                                       | l                                                                         |
| អ                      | ្អ                  | [ʔɑː]                                                                     | ’â                                                                        | [ʔ]                                                                       | ’                                                                         |

Il carattere consonantico bâ appare talvolta in una forma modificata (ad esempio បា) se combinata con certune vocali dipendenti (vedasi Ligatures).
Il carattere consonantico ញ nhô è scritto senza la linea inferiore quando un segno sottoscritto (ad esempio una subconsonante) viene aggiunto. Quando il segno sottoscritto è la forma ridotta dello stesso carattere consonantico ញ, non viene usata la forma ridotta ma la forma originale del carattere consonantico di dimensioni ridotte: ញ្ញ -nhnh-.
Si noti che ដ dâ e ត tâ hanno la stessa forma sottoscritta. Se il suono della subconsonante si trova all'inizio della sillaba, la subconsonante è pronunciata sempre [d], mentre in altre posizioni la pronuncia può essere [d] in alcune parole e [t] in altre.
I caratteri ដ dâ, ឋ thâ, ឌ dô, ឍ thô, ណ nâ originariamente erano consonanti retroflesse negli alfabeti delle lingue indoarie da cui l'alfabeto khmer ha avuto origine. Il secondo, il terzo e il quarto carattere sono rari e si trovano solo per motivi etimologici in alcune parole prese in prestito dal pāli e dal sanscrito. Poiché il suono /n/ è abbastanza frequente, il quinto carattere ណ nâ viene solitamente raggruppato come una versione terminante in -a del carattere consonantico ន nô per ragioni di semplificazione (tutte le altre consonanti nasali terminano in -o).

### Variazioni nella pronuncia
Le consonanti aspirate (kh-, chh-, th-, ph-) sono pronunciate aspirate solo prima di una vocale. C'è anche una lieve aspirazione con le consonanti k, ch, t e p.
Una parola khmer non può terminare in più di una consonante, pertanto le consonanti sottoscritte in fine di parola non sono pronunciate, ma potrebbero essere pronunciate nelle parole composte.
La lettera ប bâ rappresenta [ɓ] solo prima di una vocale. Se in posizione finale o seguito da una consonante sottoscritta, viene pronunciata [p] (e nel caso in cui è seguita da una consonante sottoscritta viene anche trascritta con la p nel sistema UN). Per le modifiche di p attraverso segni diacritici si veda il paragrafo Caratteri consonantici supplementari. La lettera, che rappresenta /p/ negli alfabeti delle lingue indoarie, spesso mantiene anche il suono [p] in certe parole prese in prestito dal sanscrito e dal pāli.
Le lettere ដ dâ e ឌ dô sono pronunciate [t] se in posizione finale. La lettera ត tâ è pronunciata [d] in posizione iniziale all'interno di una sillaba debole terminante in nasale.
In posizione finale, le lettere che rappresentano il suono [k] (k-, kh-) sono pronunciate come un'occlusiva glottidale sorda [ʔ] dopo le vocali [ɑː], [aː], [iə], [ɨə], [uə], [ɑ], [a], [ĕə], [ŭə]. La lettera រ rô è silente in posizione finale (nella maggior parte dei dialetti). La lettera ស sâ in posizione finale è pronunciata /h/ (che in questo caso si avvicina al suono [ç]).

### Caratteri consonantici supplementari
Il sistema di scrittura khmer include caratteri consonantici supplementari, usati in certe parole straniere, in particolare derivanti dal francese e dal thailandese. Questi caratteri indicano suoni non appartenenti alla lingua khmer oppure sono usati solo con alcune vocali. La maggior parte di questi caratteri è in forma di digramma, formate aggiungendo una forma sottoscritta sotto la lettera ហ hâ, con l'aggiunto di un segno diacritico treisâpt se richiesto per cambiare la vocale intrinseca in ô. Il carattere per pâ è formato ponendo il segno diacritico musĕkâtônd ("denti di topo") sopra il carattere ប bâ.
| Caratteri consonantici supplementari | Descrizione          | Pronuncia completa | Pronuncia completa | Consonante | Consonante | Note                                                                      |
| Caratteri consonantici supplementari | Descrizione          | IPA                | UN                 | IPA        | UN         | Note                                                                      |
| ------------------------------------ | -------------------- | ------------------ | ------------------ | ---------- | ---------- | ------------------------------------------------------------------------- |
| ហ្គ                                   | hâ + kô              | [ɡɑː]              | gâ                 | [ɡ]        | g          | Esempio: ហ្គាស, [ɡas] ('gas')                                               |
| ហ្គ៊                                   | hâ + kô + diacritico | [ɡɔː]              | gô                 | [ɡ]        | g          |                                                                           |
| ហ្ន                                   | hâ + nô              | [nɑː]              | nâ                 | [n]        | n          | Esempio: ហ្នាំង o ហ្ន័ង, [naŋ] ('shadow play' dal Thai: หนัง)                   |
| ប៉                                    | bâ + diacritico      | [pɑː]              | pâ                 | [p]        | p          | Esempio: ប៉ាក់, [pak] (ricamare), ប៉័ង, [paŋ] ('pane')                         |
| ហ្ម                                   | hâ + mô              | [mɑː]              | mâ                 | [m]        | m          | Esempio: គ្រូហ្ម, [kruː mɑː] ('sciamano', dal Thai: หมอ)                     |
| ហ្ល                                   | hâ + lô              | [lɑː]              | lâ                 | [l]        | l          | Esempio: ហ្លួង, [luəŋ] ('re', dal Thai: หลวง)                               |
| ហ្វ                                   | hâ + vô              | [fɑː], [ʋɑː]       | fâ, vâ             | [f], [ʋ]   | f, v       | Pronunciato [ʋ] in ហ្វង់, [ʋɑŋ] ('chiaro') e [f] in កាហ្វេ, [kaafeɛ] ('caffè') |
| ហ្វ៊                                   | hâ + vô + diacritico | [fɔː], [ʋɔː]       | fô, vô             | [f], [ʋ]   | f, v       | Esempio: ហ្វ៊ីល, [fiːl] ('film')                                             |
| ហ្ស                                   | hâ + sâ              | [ʒɑː], [zɑː]       | žâ, zâ             | [ʒ], [z]   | ž, z       | Esempio: ហ្សាស, [ʒas] ('jazz')                                              |
| ហ្ស៊                                   | hâ + sâ + diacritico | [ʒɔː], [zɔː]       | žô, zô             | [ʒ], [z]   | ž, z       | Esempio: ហ្ស៊ីប, [ʒiːp] ('jeep')                                             |

## Vocali dipendenti
In khmer, la maggior parte delle vocali sono scritte per mezzo di segni dipendenti (segni diacritici), il che significa che le vocali sono quasi sempre aggiunte a un carattere consonantico per mezzo di un segno diacritico. Le vocali espresse per mezzo di questi segni diacritici sono chiamate vocali dipendenti. Queste sono chiamate in khmer ស្រៈនិស្ស័យ srăk nissăy o ស្រៈផ្សំ srăk phsâm ("vocali di collegamento"). Queste vocali possono essere scritte solo in combinazione con un carattere consonantico (o con caratteri consonantici aggregati). Una vocale dipendente è pronunciata dopo il carattere consonantico a cui si aggiunge, sebbene alcuni segni diacritici si posizionino sopra, sotto o a sinistra del carattere consonantico. La maggior parte dei segni diacritici delle vocali dipendenti hanno due possibili pronunce, a seconda della vocale intrinseca del carattere consonantico. La pronuncia potrebbe essere diversa anche nel caso di vocali non accentate oppure quando sono rese brevi (per esempio per mezzo di un segno diacritico). L'assenza di vocali dipendenti oppure di segni diacritici in generale spesso indica che il carattere consonantico che si trova a inizio di sillaba è seguito dalla vocale intrinseca.
Nel determinare la vocale intrinseca di un aggregato di consonanti, le consonanti occlusive e fricative sono dominanti rispetto alle sonanti. Per un qualsiasi aggregato consonantico che include una combinazione di questi suoni, viene pronunciata la vocale intrinseca della consonante dominante, indipendentemente dalla posizione nell'aggregato di consonanti. Quando entrambe le consonanti di un aggregato sono dominanti, viene pronunciata la vocale intrinseca della consonante che tra le due è quella sottoscritta. Una consonante non dominante (e in alcune parole anche ហ្ hâ) modifica anche la sua vocale intrinseca quando è preceduta da una vocale dominante all'interno di una stessa parola, persino quando c'è una vocale tra le due consonanti, sebbene alcune parole (in particolare quelle plurisillabiche) non seguano questa regola.
Le vocali dipendenti sono mostrate nella tabella successiva, in forma convenzionale. Il cerchio tratteggiato indica un generico carattere consonantico. Un esempio di utilizzo della vocale dipendente è anche mostrato combinandolo con il carattere consonantico អ ’â, appartenente al gruppo -a. La trascrizione IPA si riferisce ai dialetti delle aree nordoccidentali e centrali, in particolare al dialetto della provincia di Battambang, che è il dialetto da cui deriva la lingua khmer standard. La pronuncia delle vocali varia molto in altri dialetti, come lo khmer parlato nel nord della Cambogia, in cui i dittonghi sono assimilati, lo khmer parlato nell'area occidentale, in cui breathy voice e modal voice e fonazione sono ancora distinte.
| Vocale dipendente | Esempio | IPA       | IPA       | UN        | UN        | Note |
| Vocale dipendente | Esempio | gruppo -a | gruppo -o | gruppo -a | gruppo -o | Note |
| ----------------- | ------- | --------- | --------- | --------- | --------- | --- |
| (nessuna)         | អ       | [ɑː]      | [ɔː]      | â         | ô         | |
| ា                  | អា       | [aː]      | [iə]      | a         | éa        | |
| ិ                  | អិ       | [ə], [e]  | [ɨ], [i]  | ĕ         | ĭ         | |
| ី                  | អី       | [əj]      | [iː]      | ei        | i         | |
| ឹ                  | អឹ       | [ə]       | [ɨ]       | œ̆         | œ̆         | |
| ឺ                  | អឺ       | [əɨ]      | [ɨː]      | œ         | œ         | |
| ុ                  | អុ       | [o]       | [u]       | ŏ         | ŭ         | |
| ូ                  | អូ       | [ou]      | [uː]      | o         | u         | Diventa [əw]/[ɨw] se preceduta da វ vô. |
| ួ                  | អួ       | [uə]      | [uə]      | uŏ        | uŏ        | |
| ើ                  | អើ       | [aə]      | [əː]      | aeu       | eu        | |
| ឿ                  | អឿ       | [ɨə]      | [ɨə]      | œă        | œă        | |
| ៀ                  | អៀ       | [iə]      | [iə]      | iĕ        | iĕ        | |
| េ                  | អេ       | [ei]      | [eː]      | é         | é         | Diventa [ə]/[ɨ] se precede palatali (oppure nei gruppi terminanti in -a, e in alcune parole in [a] precedute da [c]). È anche pronunciata [ae]/[ɛː] in alcune parole. |
| ែ                  | អែ       | [ae]      | [ɛː]      | ê         | ê         | |
| ៃ                  | អៃ       | [aj]      | [ɨj]      | ai        | ey        | |
| ោ                  | អោ       | [ao]      | [oː]      | aô        | oŭ        | |
| ៅ                  | អៅ       | [aw]      | [ɨw]      | au        | ŏu        | |

Il nome di ciascuna vocale dipendente è composta dalla parola ស្រៈ srăk [sraʔ]("vocale") seguita dalla pronuncia che la vocale ha quando è aggiunta a una consonante del gruppo -a, preceduta da un'occlusiva glottidale sorda [ʔ] (e anche seguita da un'occlusiva glottidale sorda [ʔ] nel caso di vocali brevi).

### Modifiche con segni diacritici
L'aggiunta di alcuni segni diacritici può modificare la lunghezza e la vocale di una vocale intrinseca oppure dipendente.
La seguente tabella mostra le combinazioni con i segni diacritici nĭkkôhĕt e reăhmŭkh, indicanti [m] e [h] finali. Gli esempi utilizzano la consonante អ ’â, appartenente al gruppo terminante in -a.
| Combinazione | IPA       | IPA       | UN        | UN        | Note                                                                          |
| Combinazione | gruppo -a | gruppo -o | gruppo -a | gruppo -o | Note                                                                          |
| ------------ | --------- | --------- | --------- | --------- | ----------------------------------------------------------------------------- |
| អុំ            | [om]      | [um]      | om        | ŭm        |                                                                               |
| អំ            | [ɑm]      | [um]      | âm        | um        | La parola ធំ "grande" è pronunciata [tʰom] (oppure [tʰum] in alcuni dialetti). |
| អាំ            | [am]      | [ŏəm]     | ăm        | ŏâm       | Quando seguita da ង ngô, diventa [aŋ]/[eəŋ] ăng/eăng.                         |
| អះ            | [aʰ]      | [ĕəʰ]     | ăh        | eăh       |                                                                               |
| អិះ            | [eʰ]      | [iʰ]      | ĕh        | ĭh        |                                                                               |
| អុះ            | [oʰ]      | [uʰ]      | ŏh        | ŭh        |                                                                               |
| អេះ            | [eʰ]      | [iʰ]      | éh        | éh        |                                                                               |
| អោះ            | [ɑʰ]      | [ŭəʰ]     | aôh       | ŏăh       | La parola នោះ "questo" è pronunciata [nuʰ].                                     |

## Vocali indipendenti
Le vocali indipendenti sono vocali non rappresentate da segni diacritici. Le vocali indipendenti sono caratteri indipendenti, che non si aggregano a un carattere consonantico. In khmer sono chiamate ស្រៈពេញតួ srăk pénhtuŏ, che significa "vocali complete". Esse sono usate in alcune parole per rappresentare certe combinazioni di una vocale e un'occlusiva glottidale sorda oppure una consonante liquida. Le vocali indipendenti sono usate in un limitato numero di parole, per la maggior parte di origine indoaria e non sono usate e pronunciate in modo univoco. Ciononostante, alcune parole di uso comune contengono delle vocali indipendenti. Tra queste si ricordano: ឥឡូវ [ʔəjləw] "ora", ឪពុក [ʔəwpuk] "padre", ឬ [rɨː] "oppure", ឮ [lɨː] "ascoltare", ឲ្យ [ʔaoj] "dare, permettere", ឯង [ʔaeŋ] "sé stesso, io, tu", ឯណា [ʔaenaː] "dove".
| Vocale indipendente | IPA                                             | UN                                              |
| ------------------- | ----------------------------------------------- | ----------------------------------------------- |
| ឥ                   | [ʔə], [ʔɨ], [ʔəj]                               | ĕ                                               |
| ឦ                   | [ʔəj]                                           | ei                                              |
| ឧ                   | [ʔo], [ʔu], [ʔao]                               | ŏ, ŭ                                            |
| ឨ                   | Caduto in disuso (equivalente alla sequenza ឧក) | Caduto in disuso (equivalente alla sequenza ឧក) |
| ឩ                   | [ʔou], [ʔuː]                                    | non specificato (ou nel sistema GD)             |
| ឪ                   | [ʔəw]                                           | âu                                              |
| ឫ                   | [ra~ru]                                         | rœ̆                                              |
| ឬ                   | [raː~ruː]                                       | rœ                                              |
| ឭ                   | [la~lu]                                         | lœ̆                                              |
| ឮ                   | [laː~luː]                                       | lœ                                              |
| ឯ                   | [ʔae], [ʔɛː], [ʔeː]                             | ê                                               |
| ឰ                   | [ʔaj]                                           | ai                                              |
| ឱ, ឲ                | [ʔao]                                           | aô                                              |
| ឳ                   | [ʔaw]                                           | au                                              |

Le vocali indipendenti sono chiamate in modo simile alle vocali dipendenti, con la parola ស្រៈ srăk [sraʔ] ("vocale") seguita dal suono principale della lettera (la pronuncia oppure la prima delle pronunce riportate in tabella), e anche da un'occlusiva glottidale sorda nel caso di una vocale breve. Fa eccezione il carattere ឥ che è chiamato [sraʔ ʔeʔ].

## Segni diacritici
Il sistema di scrittura khmer contiene anche alcuni segni diacritici, usati per modificazioni aggiuntive della pronuncia.
| Segno diacritico | Nome in khmer                      | Funzione |
| ---------------- | ---------------------------------- | --- |
| ំ                 | និគ្គហិត nĭkkôhĕt                     | Il segno è analogo al niggahīta del pali, collegato all'anusvara. Si presenta come un piccolo cerchio scritto sopra una consonante oppure una vocale dipendente successiva. Il segno nasalizza la vocale intrinseca oppure dipendente in questione, con l'aggiunta di una [m]; le vocali lunghe diventano corte. |
| ះ                 | រះមុខ reăhmŭkh "faccia scintillante" | Il segno è collegato al visarga e si presenta come due piccoli cerchi scritti dopo una consonante o una vocale dipendente successiva. Il segno aggiunge una /h/ finale alla vocale intrinseca o dipendente. |
| ៈ                 | យុគលពិន្ទុ yŭkôleăkpĭntŭ               | Il segno si presenta come due punti. È un segno relativamente recente e viene scritto dopo una consonante. Esso indica che è seguito da una vocale corta e un'occlusiva glottidale sorda. |
| ៉                 | មូសិកទន្ត musĕkâtônd "denti di topo"  | Due linee verticali, scritte sopra una consonante, usate per convertire caratteri consonantici terminanti in -o nei corrispettivi in -o (ង ញ ម យ រ វ). Se usato con il carattere ប bâ, converte il suono in p. |
| ៊                 | ត្រីសព្ទ treisâpt                     | Si presenta come una linea ondulata scritta sopra una consonante ed è usato per trasformare alcuni caratteri consonantici terminanti in -a (ស ហ ប អ) nei corrispettivi in -o. |
| ុ                 | ក្បៀសក្រោម kbiĕh kraôm                 | Anche noto come បុកជើង bŏkcheung ("piede di collisione"), è composto di una linea verticale sotto una consonante ed è usato al posto dei segni diacritici treisâpt e musĕkâtônd quando lo spazio soprastante è già occupato da una vocale soprascritta. |
| ់                 | បន្តក់ bântăk                        | Il segno è composto da una linea verticale sull'ultima consonante di una sillaba e indica una riduzione con corrispondente cambio di qualità di alcune vocali. |
| ៌                 | របាទ rôbat រេផៈ répheăk               | Questo segno diacritico soprascritto lo si ritrova in parole straniere sanscrite e corrisponde al segno diacritico repha del devanagari. Inizialmente rappresentava il suono r (ed è trascritto come r nel sistema UN). Oggi, nella maggior parte dei casi, la consonante su cui appare e il segno diacritico stesso sono muti. Esempi: ធម៌ /tʰɔː/ ("dharma"), កាណ៌ /kaː/ (da karṇa), សួគ៌ា /suərkie ~ suəkie/ ("Svarga"). |
| ៍                 | ទណ្ឌឃាដ tôndâkhéat                   | Il segno è posto sopra una consonante finale e indica che la consonante è muta (lettere mute di questo tipo sono comunque trascritte nel sistema UN). |
| ៎                 | កាកបាទ kakâbat                       | Anche noto come "piede di corvo", questo segno diacritico indica il tono crescente di un'interiezione. Lo si ritrova spesso su particelle grammaticali come /na/, /nɑː/, /nɛː/, /ʋəːj/, e su ចា៎ះ /caːh/, una parola che significa "sì" e che è usata da interlocutori di sesso femminile. |
| ៏                 | អស្តា âsda "number eight"            | Questo segno diacritico viene usato in alcune parole per indicare che una consonante priva di vocali dipendenti va pronunciata con la vocale intrinseca piuttosto che come consonante finale. |
| ័                 | សំយោគសញ្ញា sanhyoŭk sannha             | Questo segno diacritico è usato in alcune parole straniere sanscrite e pali (sebbene solitamente ci sia anche una forma alternativa); è scritto sopra una consonante e indica che la sillaba contiene una vocale corta. |
| ៑                 | វិរាម vĭréam                         | Questo segno diacritico è ormai caduto in disuso. Esso corrisponde al virama, e la sua funzione è sopprimere la vocale intrinseca di una consonante. |

## Numeri
I numeri dell'alfabeto khmer, similmente a quanto accade in altri alfabeti del Sud-est Asiatico, sono anch'essi derivati dall'alfabeto indiano meridionale. Sono usati anche i numeri arabi occidentali, anche se in misura minore.
| Numeri in khmer | ០ | ១ | ២ | ៣ | ៤ | ៥ | ៦ | ៧ | ៨ | ៩ |
| Numeri arabi    | 0 | 1 | 2 | 3 | 4 | 5 | 6 | 7 | 8 | 9 |

Nei grandi numeri, gruppi di tre numeri sono separati da punti analogamente a quanto avviene col sistema occidentale. Il separatore decimale è rappresentato da una virgola. La valuta cambogiana è anche abbreviata col simbolo ៛ oppure solo col simbolo រ rô.

## Spazi e punteggiatura
Gli spazi non sono usati tra tutte le parole. Gli spazi sono usati grosso modo nelle stesse posizioni in cui in inglese si avrebbe una virgola, sebbene possano essere utilizzati anche per mettere in risalto alcune parole come numeri e nomi propri.
Nello khmer moderno sono molto utilizzati anche i segni di punteggiatura occidentali. Tra questo figurano anche i guillemets francesi per le virgolette. In ogni caso, sono usati anche i segni di punteggiatura tradizionali. Alcuni di questi sono rappresentati nella seguente tabella.
| Segno | Nome in khmer                                     | Funzione |
| ----- | ------------------------------------------------- | --- |
| ។     | ខណ្ឌ khăn                                          | Il segno è usato come un punto (assomiglia graficamente al segno di pausa d'una croma, nella notazione musicale). Frasi dello stesso argomento sono spesso separate solo da spazi. |
| ៘     | ល៉ៈ lăk                                             | Equivalente a ecc. |
| ៗ     | លេខទោ lékhtoŭ ("figura due")                        | Segno di duplicazione (simile al numero khmer per due). Esso indica che la parola o frase precedente va ripetuta, un fenomeno comune nella sintassi della lingua khmer.            |
| ៕     | បរិយោសាន bâriyaôsan                                  | Uno speciale tipo di punto, usato per indicare la fine di un intero testo o di un paragrafo.                                                                                       |
| ៚     | គោមូត្រ koŭmot ("urina di mucca")                    | Uno speciale tipo di punto, usato per indicare la fine di testi religiosi o poetici.                                                                                               |
| ៙     | ភ្នែកមាន់ phnêkmoăn ("occhio del gallo")              | Un simbolo (che si dice rappresenti il tronco di elefante di Ganesha) usato per indicare l'inizio di testi religiosi o poetici.                                                    |
| ៖     | ចំណុចពីរគូស châmnŏch pi kus "due punti (e una) linea" | Simbolo usato in modo simile ai due punti (la linea centrale differenzia il segno da un segno diacritico khmer assai simile.)                                                      |

Un trattino (il cui nome in khmer è សហសញ្ញា sâhâ sânhnha) è frequentemente utilizzato tra le varie parti dei nomi di persona, e anche in modo analogo all'italiano quando una parola viene spezzata tra due linee di testo. A titolo di esempio, esso può anche essere adoperato tra numeri che denotano intervalli di date.

## Stili di scrittura
Parecchi stili di scrittura sono usati nella lingua khmer per vari scopi. I due stili principali sono âksâr chriĕng (alla lettera "scrittura inclinata") e âksâr mul ("scrittura arrotondata").

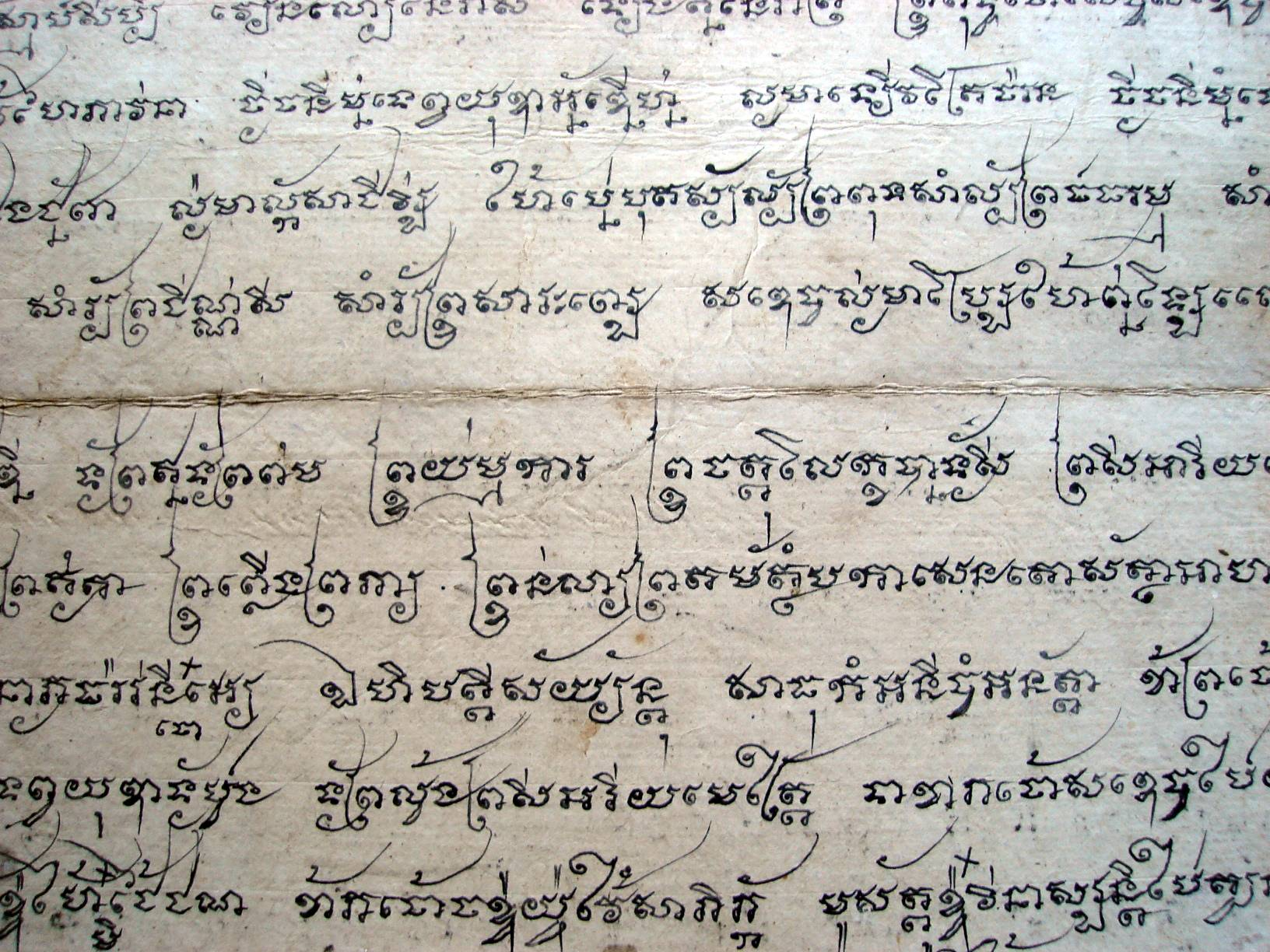
Âksâr khâm (អក្សរខម, Aksar Khom), un antico stile di scrittura khmer sul modello di Uttaradit in Thailandia

- Âksâr chriĕng (អក្សរជ្រៀង) denota la scrittura obliqua. Interi testi come romanzi o altre pubblicazioni si ritrovano spesso in âksâr chriĕng. Diversamente dal corsivo inglese, la scrittura obliqua non rappresenta nessuna differenza grammaticale come l'enfasi o il discorso diretto. La scrittura a mano è spesso in stile obliquo.
- Âksâr chhôr (អក្សរឈរ) o Âksâr tráng (អក្សរត្រង់) si riferisce a una scrittura dritta e verticale in contrapposizione alla scrittura obliqua. Molti font dello khmer moderno sono di questo tipo, dal momento che il testo può essere reso in corsivo per mezzo di un programma di scrittura per computer per rappresentare la scrittura obliqua âksâr chriĕng
- Âksâr khâm (អក្សរខម) è uno stile usato nei manoscritti foglia di palma pali. È caratterizzato da tratti e angoli più curvi e dal mantenimento di alcune forme arcaiche, in particolare nella consonante kâ (ក). Questo stile è anche usato nei tatuaggi yantra e negli yantra disegnati sui vestiti, sulla carta, e sulle iscrizioni su piastra di ottone in Cambogia così come in Thailandia.
- Âksâr mul (អក្សរមូល) è uno stile calligrafico per certi versi simile allo âksâr khâm dal momento che mantiene alcuni caratteri dello khmer antico. Il suo nome in Khmer significa letteralmente 'scrittura arrotondata', e si riferisce allo stile di scrittura in grassetto. Lo si ritrova nei titoli e intestazioni dei documenti cambogiani, nei libri, nelle banconote, sulle insegne dei negozi e sulle insegne pubblicitarie. È spesso usato per mettere in risalto nomi reali o altri importanti nomi.